# Ritorni (film)
Ritorni è un film documentario del 2006 diretto da Giovanna Taviani, presentato alla Festa del Cinema di Roma 2006 e, fuori concorso, al 27º Festival del Cinema Africano di Verona.

## Trama
Sul molo del porto di Trapani  centinaia di magrebini sono in attesa di imbarcarsi sul traghetto per Tunisi.
La storia narra del ritorno per le vacanze di tre nordafricani, "che ce l'hanno fatta", al loro paese di origine: il tunisino Karim Hannachi, che fa il professore di lingua araba all'Università degli Studi di Catania, lo scrittore marocchino Tahar Ben Jelloun e la regista e scrittrice algerina Assia Djebar.